# ظل البحر (فلم)
ظل البحر (بالإنجليزية: Sea Shadow) هو فيلم. يعتبرالتجربة الروائية الطويلة الثانية للمخرج الإماراتي نواف الجناحي ويعد العمل إحدى أيقونات السينما الإماراتية و يعالج العديد من القضايا الإنسانية، وقد نقل تفاصيل صغيرة في المجتمع المحلي، و الأبعاد النفسية لشخصيات العمل، وتناول التطور الحضاري في المجتمع الإماراتي، مصوراً حياة الماضي والحاضر وقد مثل دولة الإمارات في العديد من المهرجانات السينمائية الدولية.

## القصة
يكون بطل الفلم منصور واقع في حب كلثم والأخيرة تبادله الشعور بدون أي كلام بخصوص الامر إلى ان يقع منصور في حب جارته عائشه فماذا سيحصل؟

## روابط خارجية
- مقالات تستعمل روابط فنية بلا صلة مع ويكي بيانات